# Rijnwaarden
Rijnwaarden (anhörenⓘ) ist eine ehemalige Gemeinde in der niederländischen Provinz Gelderland. Zum 1. Januar 2018 wurde die Gemeinde aufgelöst und mit Zevenaar zusammengeschlossen. Am 31. Dezember 2017 zählte jene 10.835 Einwohner.

## Orte
Zu der Gemeinde Rijnwaarden gehörten sechs Dörfer (in Klammern Einwohnerzahlen; Stand: 1. Januar 2017):
- Lobith (3.075), Sitz der Gemeindeverwaltung
- Pannerden (2.385)
- Tolkamer (2.825)
- Spijk (675), unmittelbar an der Grenze zu Emmerich am Rhein in Nordrhein-Westfalen
- Aerdt (835)
- Herwen (1.050)

## Bilder

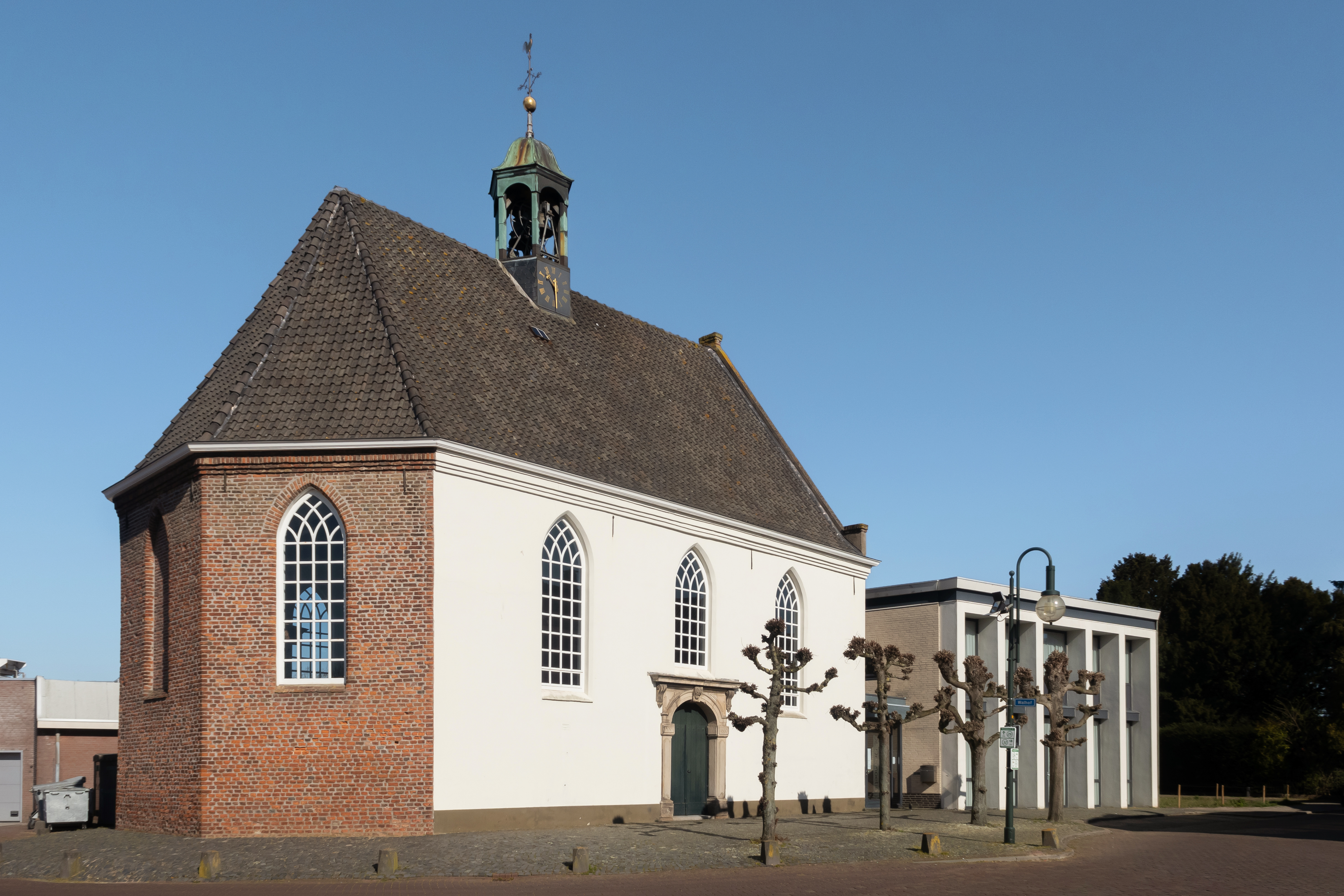
Lobith, reformierte Kirche
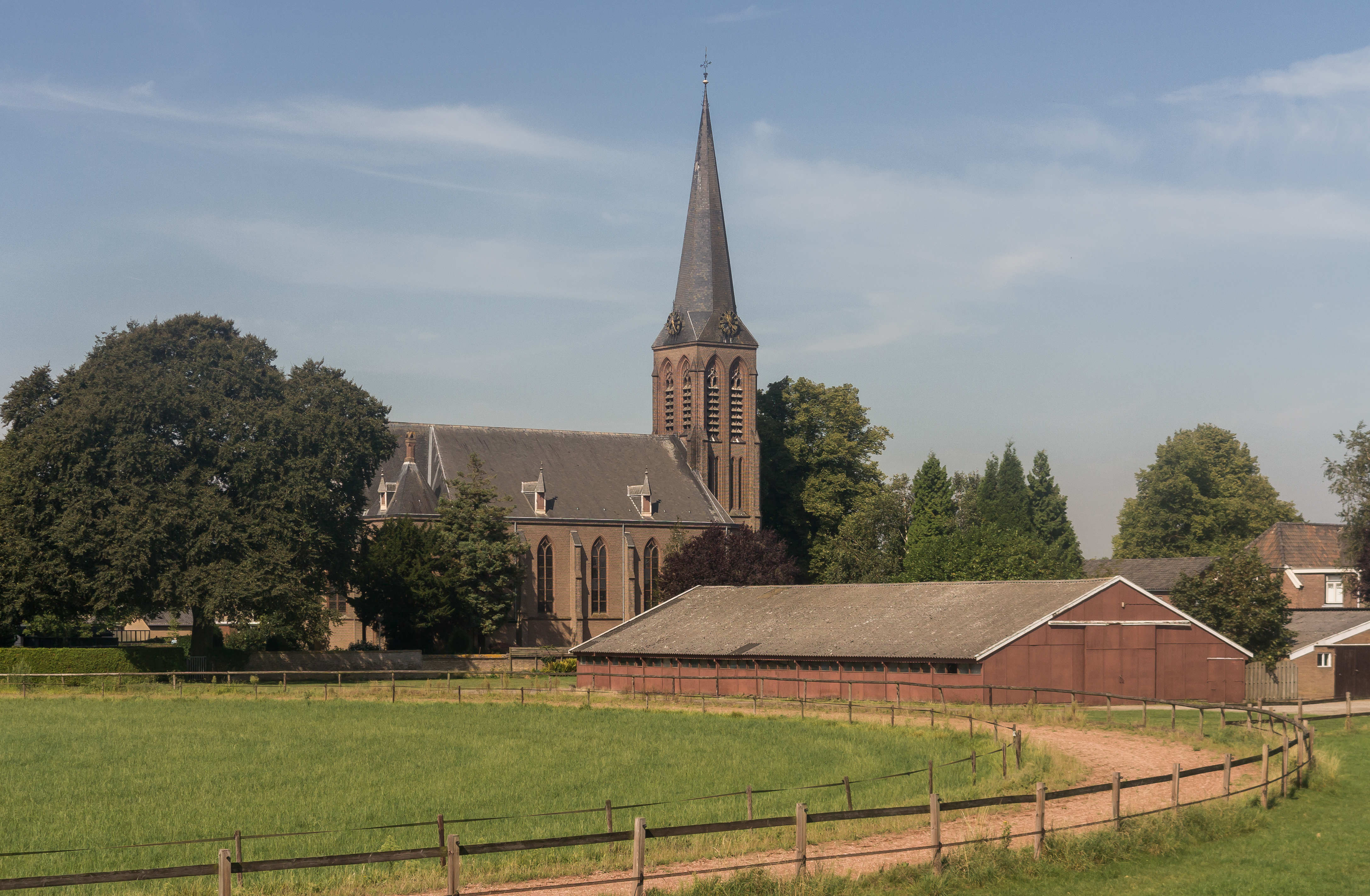
Herwen, Kirche: de Sint Martinuskerk
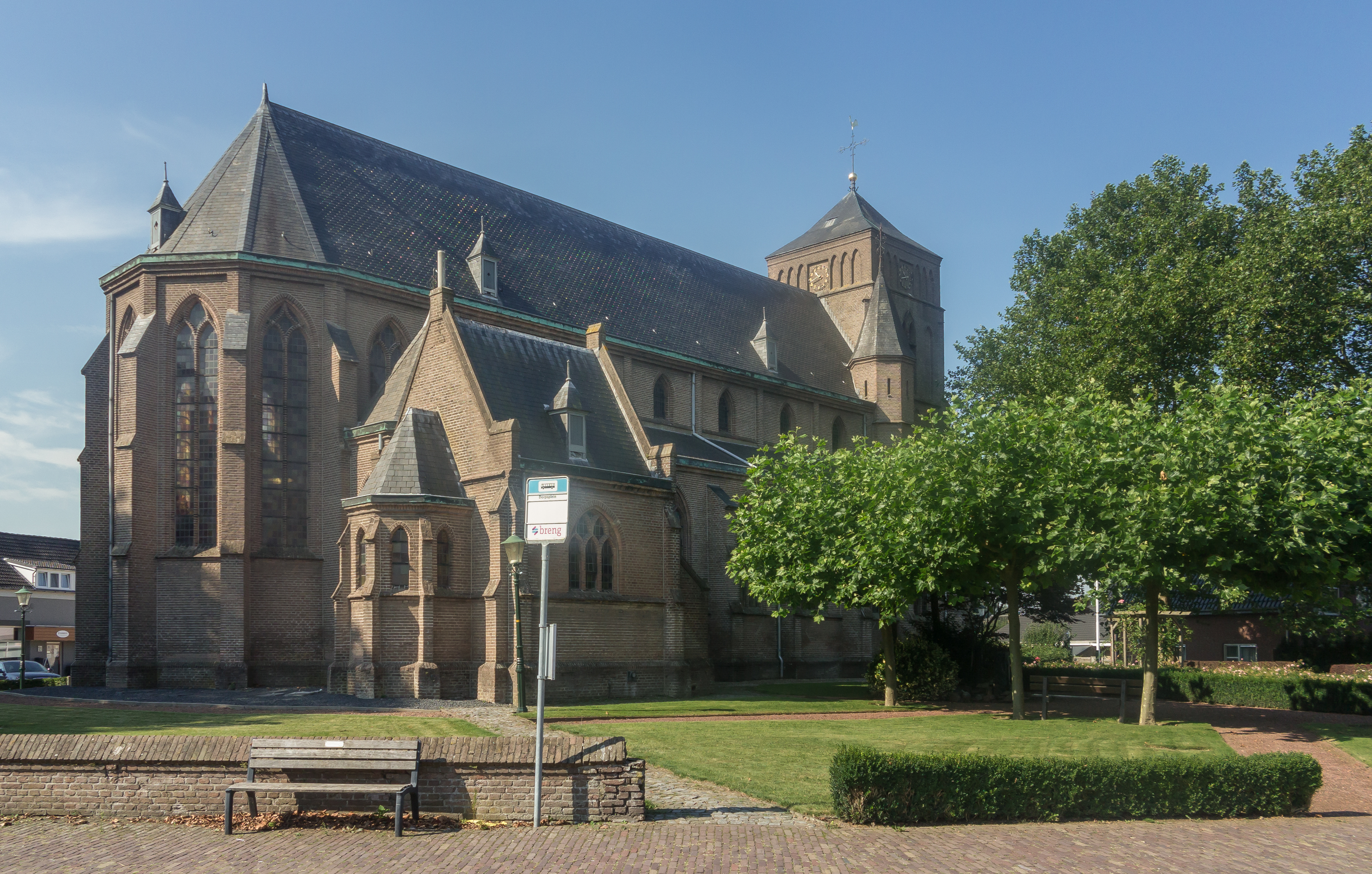
Pannerden, Kirche: de Martinuskerk
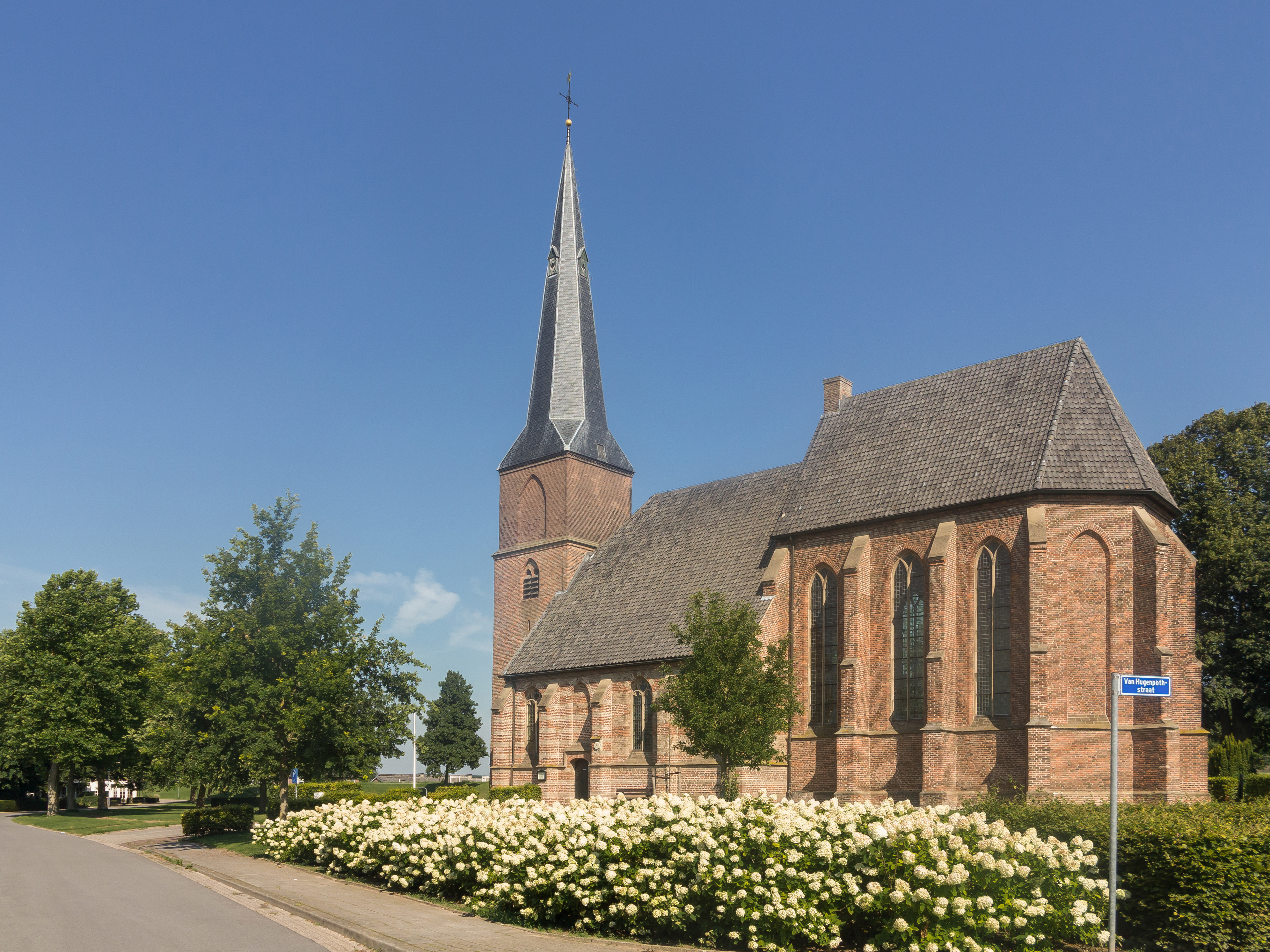
Aerdt, reformierte Kirche

## Lage und Wirtschaft
Die etwas entlegene Gemeinde liegt am Rhein. Sie grenzt im Norden, jenseits des alten Rheinarmes „Oude Rijn“, an Zevenaar und im Osten, jenseits der deutschen Grenze, an Elten und Emmerich am Rhein.
Der Fernverkehr kann die Gemeinde über Zevenaar erreichen, wo der nächste Bahnhof und die nächsten Anschlussstellen der Autobahn Arnheim – Oberhausen sind.
Die Ziegeleien in den Dörfern, wo Backsteine hergestellt werden, sind für die Wirtschaft der Gemeinde lebenswichtig. Tolkamer hat dazu noch eine kleine Schiffswerft. Auch der Wassersporttourismus (Jachthafen De Bijland bei Tolkamer) und die Landwirtschaft sind von Bedeutung.

## Geschichte
- Zur römischen Vergangenheit des Ortes siehe Hauptartikel Carvium.

Während der Raubzüge der Wikinger in das Rheinland wurden 885 die Wikingerfürsten Gottfried und Sigfried bei Herwen von dem fränkischen Herzog Heinrich von Babenberg in einen Hinterhalt gelockt und von friesischen Adligen getötet. Ihre Gefolgsleute wurden anschließend von den Franken auf der Betuwe restlos aufgerieben.
„Lobith“ wird bereits Anfang des 13. Jahrhunderts als Zollstelle der Grafen von Geldern erwähnt. In einer Urkunde vom März 1222 ermächtigt der Kaiser Friedrich II. Graf Gerhard von Geldern den Rheinzoll von Arnheim nach Lobith zu verlegen. Da der Erzbischof von Köln gegen diese Verlegung war, wurde die Erlaubnis vom Kaiser in einer weiteren Urkunde im März des gleichen Jahres nochmals bekräftigt. Darauf bestätigte nun auch der Erzbischof Engelbert I. von Köln schriftlich sein Einverständnis mit dieser Verlegung nach Lobith.

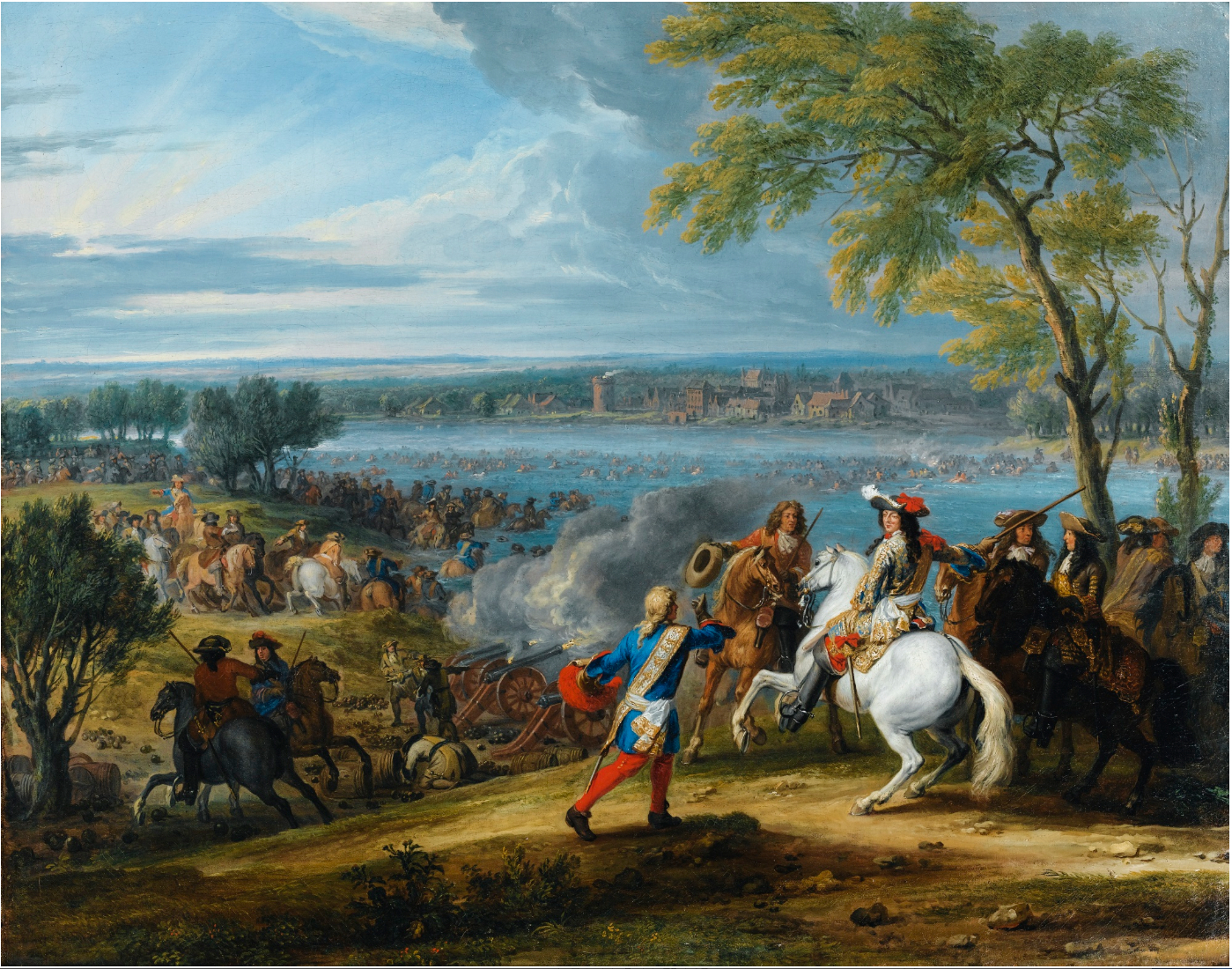
Adam Frans van der Meulen - Die Rheinüberquerung bei Lobith, 12. Juni 1672

Pannerden entstand im gleichen Jahrhundert wie Lobith und Tolkamer als Mautstelle, im Jahr 1586. Alle Dörfer wurden mehrere Male von Überschwemmungen heimgesucht, unter anderem Herwen Ende 1763 oder Anfang 1764, mit verheerenden Folgen. Lobith war später auch von Bedeutung wegen der Grenzabfertigung der Rheinschifffahrt. Spijk entstand um 1900 als Siedlung für Arbeiter der Backsteinfabriken.

## Tourismus

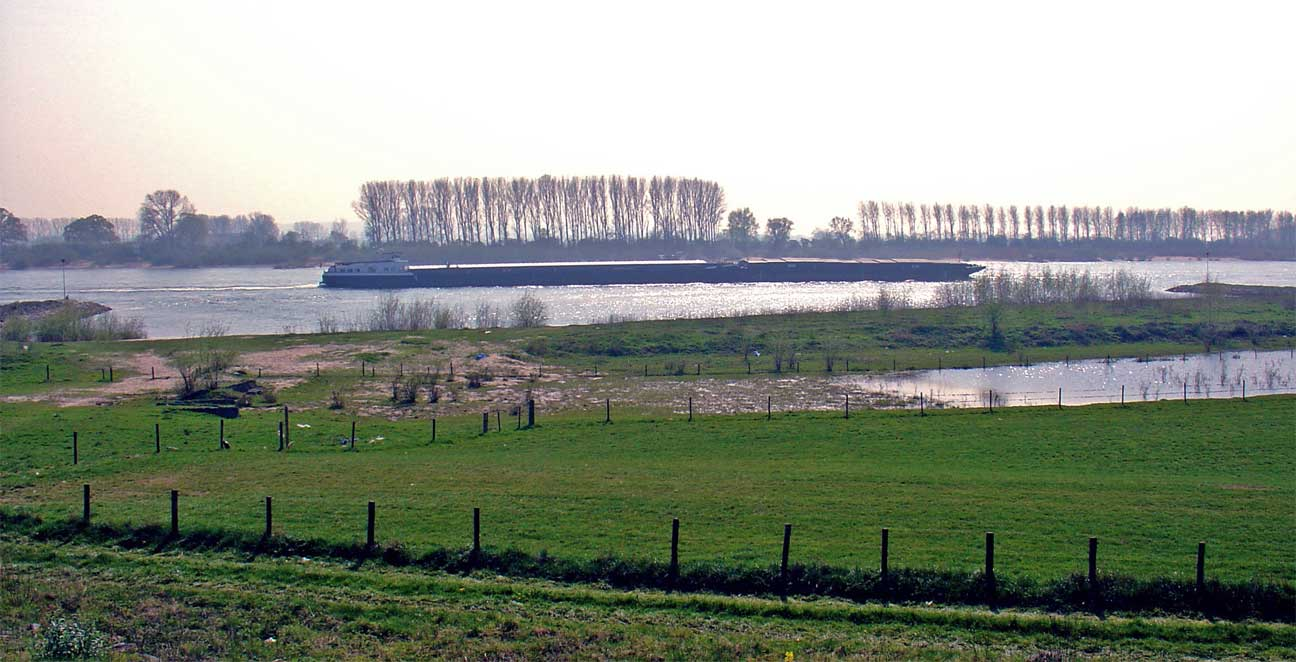
Der Rhein bei Spijk

- Aerdt hat eine alte Dorfkirche und einige Campingplätze.
- In Herwen steht das alte Herrenhaus „Huis Aerdt“ (18./19. Jahrhundert). Ein kleiner Teil des Anwesens dient als Besucherzentrum des neuen Naturentwicklungsgebietes „Gelderse Poort“ (ein Feuchtgebiet, wo u. a. ein Auwald entstehen soll). Im Haus ist der Trauungsraum der Gemeinde. Des Weiteren ist „Huis Aerdt“ nicht zugänglich.
- Lobith hat eine alte Dorfkirche und einige Restaurants.
- De Bijland ist ein großer, vom Rhein zugänglicher Binnensee mit Jachthafen, Campingplatz, Wasserski-Strecke und anderen Wassersport-Möglichkeiten.

## Politik

### Sitzverteilung im Gemeinderat
Der Gemeinderat umfasste seit 1986 15 Sitze und bis zur Auflösung der Gemeinde ergab sich seitdem folgende Sitzverteilung:
| Partei                         | Sitze | Sitze | Sitze | Sitze | Sitze | Sitze | Sitze | Sitze |
| Partei                         | 1986  | 1990  | 1994  | 1998  | 2002  | 2006  | 2010  | 2014  |
| ------------------------------ | ----- | ----- | ----- | ----- | ----- | ----- | ----- | ----- |
| Belangen Gelders Eiland        | —     | —     | —     | —     | —     | —     | 5     | 5     |
| CDA                            | 3     | 2     | 3     | 3     | 4     | 3     | 4     | 4     |
| Lijst Lobith-Tolkamer          | 2     | 4     | 4     | 4     | 5     | 3     | 3     | 4     |
| PvdA                           | 3     | 2     | 2     | 2     | —     | 3     | 3     | 2     |
| GroenLinks                     | —     | —     | —     | —     | —     | —     | —     | 0     |
| Kleine Kernen Rijnwaarden a    | —     | —     | —     | —     | —     | 3     | —     | —     |
| Gemeentebelangen Rijnwaarden a | 2     | 4     | 3     | 3     | 3     | 3     | —     | —     |
| Herwen en Aerdt b              | 2     | 2     | 2     | 2     | 2     | —     | —     | —     |
| Spijk b                        | 1     | 1     | 1     | 1     | 1     | —     | —     | —     |
| VVD                            | 1     | 0     | —     | —     | —     | —     | —     | —     |
| PPHGE c                        | 1     | —     | —     | —     | —     | —     | —     | —     |
| Gesamt                         | 15    | 15    | 15    | 15    | 15    | 15    | 15    | 15    |

## Söhne und Töchter der Gemeinde
- Clemens Cornielje (1958–2022), niederländischer Politiker
- Henricus Theodorus Josephus Knaven (* 1971), ehemaliger Radrennfahrer